# 大君 (朝鮮)
大君 （대군），为新羅及朝鮮王朝国王嫡子的封号。
由於历史上朝鲜曾對中國臣服，為藩屬國，君主僅稱國王。王子不能封王，故皆封為「君」。而嫡子稱「大君」，如鳳林大君等。

## 历史
朝鲜王朝太祖李成桂即位后，按照高丽王朝的传统，封诸王子为君。长子李芳雨封镇安君，次子李芳果为永安君，三子李芳毅为益安君，四子李芳幹为怀安君，五子李芳远为靖安君，六子李芳蕃为抚安君；驸马李济封兴安君，庶兄李元桂之子李良祐封宁安君。由于朝鲜开国之初国内局势尚不稳定，因此允许王子领有自己的“加别赤”（军户，其男丁不用服国家的兵役，而是成为领主的私兵），李芳果、李芳蕃和李济还兼任义兴亲军卫节制使。这个做法与明朝初年朱元璋令晋王、燕王、齐王、蜀王、湘王、代王、辽王、宁王、谷王等皇子亲王统领军队类似，都是在建国初期为巩固王朝力量而采取的措施。此外李成桂还降封高丽恭让王王瑤为恭让君，其弟王瑀为归义君，安置于外地。
太祖七年（1398年），郑道传、南訚等人请求李成桂仿照明朝分封亲王于全国各地的做法，让王子前往各道就藩，远离政治中心。同时郑道传又多次上疏请求罢免诸王子的兵权。同年八月爆发第一次王子之乱，当年九月一日改订官职品阶，以太祖诸子为公爵，王室宗亲为侯爵，正一品官为伯爵
太宗元年（1401年）正月，因公侯伯之号不可僭拟于中国，故命革去公、侯、伯爵位，公爵皆改封为府院大君，侯爵改封为君，伯爵改封为府院君。此后朝鲜王朝诸王子皆封为君，嫡子封为大君。
世祖三年一月，让宁大君李禔和礼曹上奏，制定诸王子大君、王子君品阶。
王子之中，中宫嫡子封为大君，侧室之子封为君，皆正一品。王子大君和王子君的后代也授予官品，其中嫡长孙袭爵前从二品，袭爵后晋升从一品；其余诸嫡孙正四品、良妾所生的庶孙从四品。嫡长曾孙正三品，袭爵后晋正二品，其余嫡曾孙从四品，良妾所生的庶曾孙正五品。嫡长玄孙从三品，袭爵后进从二品，其余嫡玄孙正五品，良妾所生的庶玄孙从五品。
王子大君、王子君及其后代的散阶依照李朝职官册封：正一品授兴禄大夫，升授显禄大夫；从一品授嘉德大夫、升授昭德大夫（后改为绥德大夫）；正二品授承宪大夫，升授崇宪大夫；从二品授正义大夫（后改昭义大夫），升授中义大夫。正三品授彰善大夫（后改彰义大夫），升授明善大夫；从三品授资信大夫，升授保信大夫。正四品授广徽大夫，升授宣徽大夫；从四品授光成大夫，升授奉成大夫。正五品授秉直郞，升授通直郞；从五品授慎节郞，升授谨节郞。正六品授从顺郞，升授执顺郞。为人良谨者方升授。此外，又依照古代中国列侯、乡侯之制，规定王室宗亲一品称卿, 二品称尹, 三品称正, 四品称令, 五品称监, 六品称长, 以部曲乡里之号封之。将承袭者，至二品则封为君。但是实际上朝鲜王朝并未实行后一套封号系统。
以孝宗之子麟坪大君为例，其长子李栯封福宁君，福宁君次子李爀封义原君，义原君长子李埱封安兴君，到李埱这一代，已经是国王的五世玄孙，因此其长子李镇翼和次子李镇台未再封君。李镇翼参加科举，中进士，其儿子李球也没有君的封号，直到过继给庄献世子之子恩信君李禛（李禛过继给从叔祖父、肃宗第六子延龄君李昍为后），才封为南延君。李球之子即兴宣大院君李昰应。

## 朝鲜王朝王子大君、王子君列表
- 长子 安川大君 李於仙
- 次子 安原大君 李珍
- 三子 安丰大君 李精
- 四子 翼祖大王 李行里
- 五子 安昌大君 李梅拂
- 六子 安兴大君 李球寿

- 长子 咸宁大君 李安
- 二子 咸昌大君 李长
- 三子 咸原大君 李松
- 四子 度祖大王 李椿
- 五子 咸川大君 李源
- 六子 咸陵大君 李古泰
- 七子 咸阳大君 李腆
- 八子 咸城大君 李应巨

- 长子 宗昌大君 李子兴
- 次子 桓祖大王 李子春
- 三子 宗原大君 李子宣
- 四子 完川大君 李平

- 嫡长子 永城大君 李天桂
- 嫡次子 太祖大王 李成桂
- 庶长子 完丰君 李元桂

- 嫡长子 镇安大君 李芳雨（神懿王后生）
- 嫡次子 定宗大王 李芳果（永安大君）（神懿王后生）
- 嫡三子 益安大君 李芳毅（神懿王后生）
- 嫡四子 怀安大君 李芳幹（神懿王后生）
- 嫡五子 太宗大王 李芳远（靖安大君）（神懿王后生）
- 嫡六子 德安大君 李芳衍（神懿王后生）
- 嫡七子 抚安大君 李芳蕃（神德王后生）
- 嫡八子 宜安大君 李芳硕（废世子）（神德王后生）

- 庶长子 义平君 李元生（淑仪池氏生）
- 庶次子 顺平君 李群生（淑仪奇氏生）
- 庶三子 锦平君 李义生（淑仪奇氏生）
- 庶四子 宣城君 李茂生（淑仪池氏生）
- 庶五子 从义君 李贵生（淑仪文氏生）
- 庶六子 鎭南君 李终生（淑仪李氏生）
- 庶七子 守道君 李德生（淑仪尹氏生）
- 庶八子 林堰君 李禄生（淑仪尹氏生）
- 庶九子 石保君 李福生（淑仪尹氏生）
- 庶十子 德泉君 李厚生（淑仪池氏生）
- 庶十一子 任城君 李好生（淑仪池氏生）
- 庶十二子 桃平君 李末生（淑仪池氏生）
- 庶十三子 长川君 李普生（淑仪尹氏生）
- 庶十四子 贞石君 李隆生（淑仪奇氏生）
- 庶十五子 茂林君 李善生（淑仪奇氏生）

- 嫡长子 让宁大君 李褆（元敬王后生）
- 嫡次子 孝宁大君 李補（元敬王后生）
- 嫡三子 世宗大王 李祹（忠宁大君）（元敬王后生）
- 嫡四子 诚宁大君 李褈（元敬王后生）
- 庶二子 諴宁君 李裀（信嫔辛氏生）
- 庶三子 温宁君 李裎（信嫔辛氏生）
- 庶四子 谨宁君 李裎（信嫔辛氏生）
- 庶五子 惠宁君 李祉（宫人安氏生）
- 庶六子 熙宁君 李袉（淑仪崔氏生）
- 庶七子 厚宁君 李衦（淑仪崔氏生）
- 庶八子 益宁君 李袳

- 嫡长子 文宗大王 李珦（昭宪王后生）
- 嫡次子 世祖大王 李瑈（首阳大君）（昭宪王后生）
- 嫡三子 安平大君 李瑢（昭宪王后生）
- 嫡四子 临瀛大君 李璆（昭宪王后生）
- 嫡五子 广平大君 李玙（昭宪王后生）
- 嫡六子 锦城大君 李瑜（昭宪王后生）
- 嫡七子 平原大君 李琳（昭宪王后生）
- 嫡八子 永膺大君 李琰（昭宪王后生）
- 庶一子 和义君 李璎（令嫔姜氏生）
- 庶二子 桂阳君 李璔（慎嫔金氏生）
- 庶三子 义昌君 李玒（慎嫔金氏生）
- 庶四子 汉南君 李𤥽（惠嫔杨氏生）
- 庶五子 密城君 李琛（慎嫔金氏生）
- 庶六子 寿春君 李玹（惠嫔杨氏生）
- 庶七子 翼岘君 李璔（慎嫔金氏生）
- 庶八子 永璔君 李璔（惠嫔杨氏生）
- 庶九子 宁海君 李瑭（慎嫔金氏生）
- 庶十子 潭阳君 李璖（慎嫔金氏生）

- 嫡长子 端宗大王 李弘暐（显德王后生）

- 嫡长子 懿敬世子 李暲（德宗大王）（贞熹王后生）
- 嫡次子 睿宗大王 李晄（海阳大君）（贞熹王后生）
- 庶长子 德源君 李曙（谨嫔朴氏生）
- 庶次子 昌原君 李晟（谨嫔朴氏生）

- 嫡长子 月山大君 李婷（昭惠王后生）
- 嫡次子 成宗大王 李娎（昭惠王后生）

- 嫡长子 仁城大君 李粪（章顺王后生）
- 嫡次子 齐安大君 李琄（安顺王后生）

- 嫡长子 燕山君 李㦕（废妃尹氏生）
- 嫡次子 中宗大王 李怿（晋城大君）（贞显王后生）
- 庶一子 李孝信
- 庶二子 桂城君 李恂（淑仪河氏生）
- 庶三子 安阳君 李㤚（贵人郑氏生）
- 庶四子 完原君 李𢢝（淑仪洪氏生）
- 庶五子 桧山君 李恬（淑仪洪氏生）
- 庶六子 凤安君 李㦀（贵人郑氏生）
- 庶七子 甄城君 李惇（淑仪洪氏生）
- 庶八子 益阳君 李怀（淑仪洪氏生）
- 庶九子 利城君 李惯（淑仪沈氏生）
- 庶十子 景明君 李忱（淑仪洪氏生）
- 庶十一子 全城君 李忭（贵人权氏生）
- 庶十二子 茂山君 李悰（明嫔金氏生）
- 庶十三子 宁山君 李恮（淑容沈氏生）
- 庶十四子 云川君 李𪬦（淑仪洪氏生）
- 庶十五子 杨原君 李憘（淑仪洪氏生）

- 嫡长子 無名（废妃慎氏生）
- 嫡次子 废世子 李𩔇（废妃慎氏生）
- 嫡三子 昌宁大君 李诚（废妃慎氏生）
- 嫡四子 李麟寿（废妃慎氏生）
- 嫡五子 李仁寿（废妃慎氏生）
- 嫡六子 李聪寿（废妃慎氏生）
- 庶一子 阳平君 李仁
- 庶二子 李敦寿
- 庶三子 李荣寿

- 嫡长子 仁宗大王 李岹（章敬王后生）
- 嫡次子 明宗大王 李峘（庆原大君）（文定王后生）
- 庶长子 福城君 李嵋（敬嫔朴氏生）
- 庶次子 海安君 李㟓（淑仪洪氏生）
- 庶三子 锦原君 李岭（熙嫔洪氏生）
- 庶四子 永阳君 李岠（昌嫔安氏生）
- 庶五子 德阳君 李岐（淑仪李氏生）
- 庶六子 凤城君 李岏（熙嫔洪氏生）
- 庶七子 德兴大院君 李岹（昌嫔安氏生）

- 嫡长子 顺怀世子 李暊（仁顺王后生）

- 嫡长子 河源君 李鋥
- 嫡二子 河陵君 李鏻
- 嫡三子 宣祖大王 李昖（河城君）

- 嫡长子 永昌大君 李㼁（仁穆王后生）
- 庶长子 临海君 李珒（恭嫔金氏生）
- 庶二子 光海君 李珲（恭嫔金氏生）
- 庶三子 义安君 李珹（储庆宫仁嫔金氏生）
- 庶四子 信城君 李珝（储庆宫仁嫔金氏生）
- 庶五子 定远君 李琈（元宗大王）（储庆宫仁嫔金氏生）
- 庶六子 顺和君 李𤣰（顺嫔金氏生）
- 庶七子 仁城君 李珙（静嫔闵氏生）
- 庶八子 义昌君 李珖（储庆宫仁嫔金氏生）
- 庶九子 庆昌君 李珘（贞嫔洪氏生）
- 庶十子 兴安君 李瑅（温嫔韩氏生）
- 庶十一子 庆平君 李珘（温嫔韩氏生）
- 庶十二子 仁兴君 李瑛（静嫔闵氏生）
- 庶十三子 宁城君 李珘（温嫔韩氏生）

- 嫡长子 废世子 李祬（废妃柳氏生）

- 嫡长子 仁祖大王 李倧（绫阳君）（仁献王后生）
- 嫡次子 绫原大君 李俌（绫原君）（仁献王后生）
- 嫡三子 绫昌大君 李佺（绫昌君）（仁献王后生）

- 嫡长子 昭显世子 李𣳫（仁烈王后生）
- 嫡次子 孝宗大王 李淏（凤林大君）（仁烈王后生）
- 嫡三子 麟坪大君 李㴭（仁烈王后生）
- 嫡四子 龙城大君 李滚（仁烈王后生）
- 庶长子 崇善君 李澂（废贵人赵氏生）
- 庶二子 乐善君 李潚（废贵人赵氏生）

- 嫡长子 显宗大王 李棩（仁宣王后生）

- 嫡长子 肃宗大王 李焞（明圣王后生）

- 嫡长子 景宗大王 李昀（廢妃张氏生）
- 嫡二子 李盛壽（廢妃张氏生）
- 庶长子 李永壽（毓祥宫淑嫔崔氏生）
- 庶二子 英祖大王 李昑（延礽君）（毓祥宫淑嫔崔氏生）
- 庶三子 無名（毓祥宫淑嫔崔氏生）
- 庶四子 延龄君 李昍（昍嫔朴氏生）

- 庶长子 敬义君 李緈（真宗大王）（延祜宫靖嫔李氏生）
- 庶次子 庄献世子 李愃（庄祖大王）（暎嫔李氏生）

- 嫡长子 懿昭世孙 李琔（惠庆宫惠嫔洪氏生）
- 嫡次子 王世孙 李祘（惠庆宫惠嫔洪氏生）
- 庶一子 恩彦君 李裀（肃嫔林氏生）
- 庶二子 恩信君 李禛（肃嫔林氏生）承延龄君李昍嗣
- 庶三子 恩全君 李禶（景嫔朴氏生）

- 庶长子 文孝世子 李㬀（宜嫔成氏生）
- 庶次子 纯祖大王 李玜（嘉顺宫绥嫔朴氏生）

- 嫡长子 孝明世子 李旲（翼宗大王）（纯元王后生）

- 嫡长子 宪宗大王 李烉（神贞王后生）

- 嫡长子 怀平君 李明
- 嫡次子 永平君 李昱
- 嫡三子 哲宗大王 李昇（德完君）

- 嫡长子 完兴君 李载冕
- 嫡次子 高宗皇帝 李载晃（翼成君）
- 庶一子 完恩君 李载先

- 嫡长子 元子（明成王后生）
- 嫡二子 纯宗皇帝 李坧（明成王后生）
- 嫡三子 無名（明成王后生）
- 嫡四子 無名（明成王后生）
- 庶一子 完和君 李墡（完亲王）（淑媛李氏生）
- 庶二子 义和君 李堈（贵人张氏生）
- 庶三子 英亲王 李垠（贵人严氏生）
- 庶四子 李堉（贵人李氏生）
- 庶五子 李堣（贵人郑氏生）

### 引用
1. ↑  《朝鲜王朝实录·太祖实录》太祖元年八月丙辰○封王子諸君: 芳雨曰鎭安君; 【上王舊諱。】曰永安君, 爲義興親軍衛節制使; 芳毅曰益安君; 芳幹曰懷安君;【今上諱。】曰靖安君; 庶子芳蕃曰撫安君, 爲義興親軍衛節制使; 駙馬李濟曰興安君, 爲義興親軍衛節制使; 庶兄元桂子良祐曰寧安君。
2. ↑  《朝鲜王朝实录·太祖实录》卷十四，太祖七年八月二十六日己巳 ○奉化伯鄭道傳、宜城君南誾及富城君沈孝生等, 謀害諸王子, 不克伏誅。 初, 上以靖安君開國之功, 諸子無與爲比, 特賜世傳東北面加別赤五百餘戶。 其後, 以諸王子及功臣, 爲各道節制使, 分管侍衛兵馬, 靖安君全羅道, 撫安君芳蕃東北面。 於是, 靖安君以加別赤讓芳蕃, 芳蕃受而不辭。 上知之, 亦不責還也。 道傳、誾等謀欲擅權, 貪立幼孼, 謂孝生孤寒易制, 譽其女有婦德, 請爲世子芳碩嬪。 與世子母兄芳蕃、姊夫興安君李濟等同謀, 多樹黨與, 將欲去諸王子。 暗嗾宦者金師幸密啓, 請依中朝諸皇子封王之例, 分遣諸王子於各道, 上不答。
3. ↑  《朝鲜王朝实录·太祖实录》卷十五，太祖七年九月一日癸酉 ○陞廷雋爲典農判事。 始以親王子爲公, 諸宗親爲侯, 正一品爲伯。 益安公中軍節制使, 懷安公左軍節制使, 今殿下右軍節制使。福根奉寧侯, 良祐寧安侯, 李伯卿上黨侯, 沈淙靑原侯。李和判門下府事、兼領義興三軍府事、義安公, 沈德符領三司事、靑城伯；趙浚左政丞、平壤伯；金士衡右政丞、上洛伯；權仲和醴泉伯。
4. ↑  《朝鲜王朝实录·太宗实录》卷一，太宗元年正月二十五日乙酉 ○革公侯伯之號。 以不可僭擬中國故也。 義安公和、益安公芳毅、懷安公芳幹, 皆改封府院大君, 奉寧侯福根、寧安侯良祐、完山侯天祐及上黨侯李佇、靑原侯沈淙, 皆改封君, 平壤伯趙浚、上洛伯金士衡、醴川伯權仲和、昌寧伯成石璘、驪興伯閔霽、西原伯李居易、晋山伯河崙, 皆改封府院君, 丹山伯李茂, 改爲丹山君。
5. ↑  《朝鲜王朝实录·世祖实录》世祖三年丁丑/天順元年一月二十日(乙酉) ○吏曹據讓寧大君禔等上言啓: “正統八年十二月初八日敎旨, ‘《文獻通考》漢光武子十人皆封王, 嫡子、嫡孫皆襲封王, 衆孫、衆曾孫或封列侯, 或封鄉侯、亭侯。 西晋非皇子不得爲王, 而諸王之支庶, 皆皇家之近屬至親, 亦各以土推恩, 封王之支子爲公, 承封王之支子爲侯, 繼承封王之支子爲伯。 唐皇兄弟皇子爲王, 諸王子嫡者封郡王, 其衆子封郡公, 高祖受禪, 以天下未定, 廣封宗室, 以威天下, 皇從弟及姪, 年始孩童者數十人, 皆封爲郡王。 太宗卽位因擧屬籍問侍臣曰, 「封宗子於天下便乎?」 封德彛對曰, 「不便。 歷觀往古封王者, 今日最多。 兩漢以降, 唯封帝子及親兄弟, 若宗室踈遠者, 非有大功, 竝不得濫叨名器, 所以別親踈也。 先朝敦睦九族, 一切封王, 爵命旣崇, 多給力役。 蓋以天下爲私, 殊非至公馭物之道也。」 太宗曰, 「然。 朕理天下, 本爲百姓, 非欲勞百姓以奉己之親也。」 於是率以屬踈降爵, 唯有功者數人得王, 餘封爲縣公。’ 宋王子之爲王者封爵, 僅止其身, 而子孫無問嫡庶, 不過承蔭入仕, 爲環衛官, 以序而遷, 必須歷任年深, 德齒稍尊, 方特封以王爵, 而其祖父所授之爵則不襲也。 《禮》曰, ‘諸侯之別子, 爲祖繼別爲宗, 繼禰者爲小宗’, 又曰, ‘四世而緦服之窮, 五世袒免殺同姓也, 六世親屬竭矣。’ 蓋以親盡則服窮, 服窮則恩禮亦隨而殺矣。 今宗室爵秩, 參酌古制及禮經, 當據五服爲定。 王子內中宮之子封大君, 側室之子封君, 皆正一品, 無資王孫將承襲者從二品, 衆孫正四品, 曾孫將承襲者正三品, 衆曾孫從四品, 玄孫將承襲者從三品, 衆玄孫正五品, 當承襲者, 父歿承襲後王孫則從一品, 曾孫則正二品, 玄孫則從二品, 將承襲者, 父未承襲之前, 依支子例, 諸孫內良妾之出, 各降一等, 在前每一等一資不可, 當依文武官例用二資。 正一品顯祿大夫、興祿大夫, 從一品昭德大夫、嘉德大夫, 正二品崇憲大夫、承憲大夫, 從二品中義大夫、正義大夫, 正三品明善大夫、彰善大夫, 從三品保信大夫、資信大夫, 正四品宣徽大夫、廣徽大夫, 從四品奉成大夫、光成大夫, 正五品通直郞、秉直郞, 從五品謹節郞、愼節郞, 正六品執順郞、從順郞, 爲人良謹者, 特旨加資。 又依古列侯、鄉侯之制, 一品稱卿, 二品稱尹, 三品稱正, 四品稱令, 五品稱監, 六品稱長, 以部曲鄉里之號封之, 將承襲者, 至二品則封君, 袒免親依異姓有服親例敍用, 親盡則入仕依文武官例。 今若宗親隨例加資, 則宗親本無行職, 隨資給祿爲難, 請依前敎旨, 除宗親之子代加以女壻一人, 從自願加資敍用, 又東西班各品及口傳前銜人內, 考滿三十月, 則竝超資務功, 已滿十五月宣務, 當次者超加宣敎, 宗親及通政以上族親, 代加散官職, 年十六歲以上者, 除授通訓以下, 自願代授者, 亦依堂上官例, 限五品而止。”從之。